# Punkaharju
Punkaharju est une ancienne municipalité du sud-est de la Finlande, dans la région de Savonie du Sud.
Au 1er janvier 2013, la commune de Punkaharju a fusionné avec la ville de Savonlinna.

## Géographie
Comme pour essentiel des autres communes de la région des lacs, Punkaharju a vu son paysage sculpté par les glaciations successives. Le retrait des glaciers il y a 11 000 ans a laissé d'importantes moraines frontales et eskers qui portent le nom de Salpausselkä.
À Punkaharju, le 2e Salpausselkä barre véritablement l'écoulement du grand lac Puruvesi vers le Pihlajavesi, un lac satellite du Saimaa.
La partie la plus spectaculaire est un esker de 7 km de long, 20 à 30 mètres de haut et parfois moins de 50 mètres de large. Il porte le nom de Punkaharju et a donné son nom à la commune.
C'est depuis le XIXe siècle un des sites naturels les plus connus de Finlande. C'est un des lieux (avec notamment Koli ou les rapides d'Imatra) qui a entraîné la création de la liste des paysages nationaux, un label attribué par le ministère de l'environnement.
Une route étroite et spectaculaire suit la dorsale de l'esker Punkaharju. Le site est classé zone protégée et géré par Metla, l'institut finlandais de recherche sur la forêt.
Le centre administratif se situe à 4 km de l'esker, à 34 km de Savonlinna par la nationale 14.

## Histoire
Si les plus anciens vestiges datent de l'Âge de la pierre, les premières traces écrites mentionnant un lieu d'habitation permanent datent du début du XVe siècle. On y trouve alors de petits villages de pêcheurs savoniens et caréliens. De 1477 à 1647 l'actuelle Punkaharju est rattachée à la paroisse de Sääminki, et après 1647 à Kerimäki.
Le site exceptionnel du grand esker devient un lieu touristique dès la fin du XIXe siècle et un passage obligé pour les artistes à la recherche de l'âme finlandaise dans les profondes forêts de l'Est.
Le début du XXe siècle et l'arrivée du chemin de fer Parikkala-Savonlinna entraîne le développement localisé de l'industrie, principalement autour des produits du bois. La paroisse de Punkaharju est fondée en 1922 et la commune commence à fonctionner deux ans plus tard.
En 1973, la commune de Sääminki est finalement partagée entre Savonlinna et Punkaharju.
Aujourd'hui, outre une industrie déclinante et l'exploitation de la forêt, l'économie repose largement sur le tourisme estival, important mais qui ne suffit pas à créer assez d'emplois pour empêcher plusieurs dizaines habitants de quitter la commune chaque année.

## Culture
En raison de son passé d'aimant à artistes (et de son présent d'aimant à touristes), Punkaharju présente une vie culturelle bien plus développée que sa petite taille ne pourrait le laisser penser.
Punkaharju est le site d'un des centres d'art les plus importants des pays nordiques, le centre Retretti. Il présente chaque année d'importantes expositions de peinture ou de sculpture.
On y trouve aussi un grand arboretum géré par l'Institut finlandais de recherche sur la forêt Metla, et à proximité le musée finlandais et centre d'information sur la forêt Luosto.

## Galerie

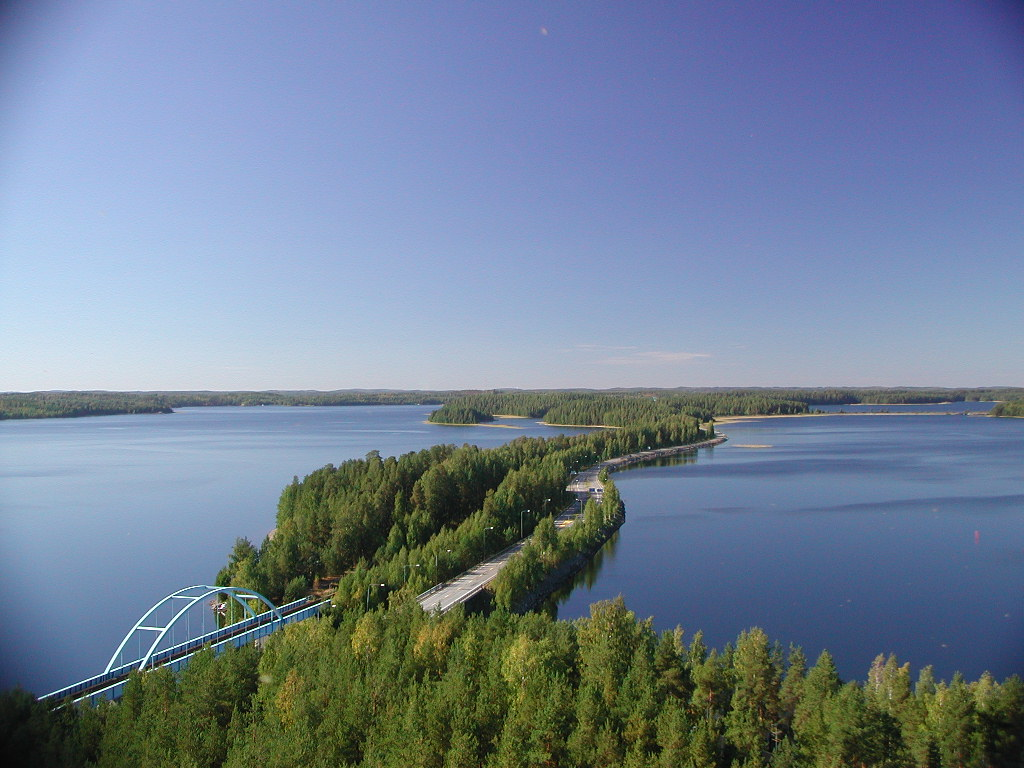
L'esker Punkaharju
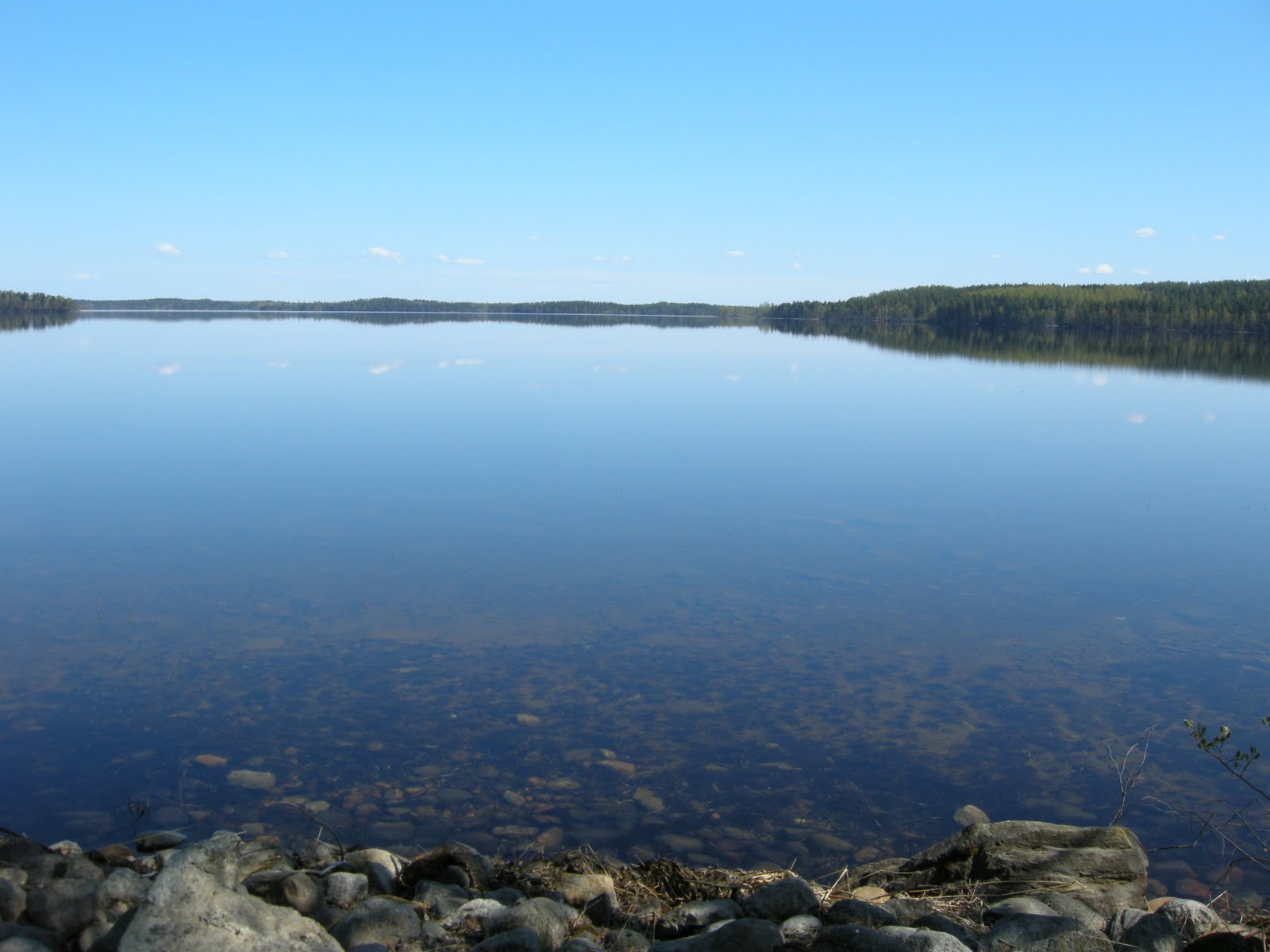
Lac Puruvesi.
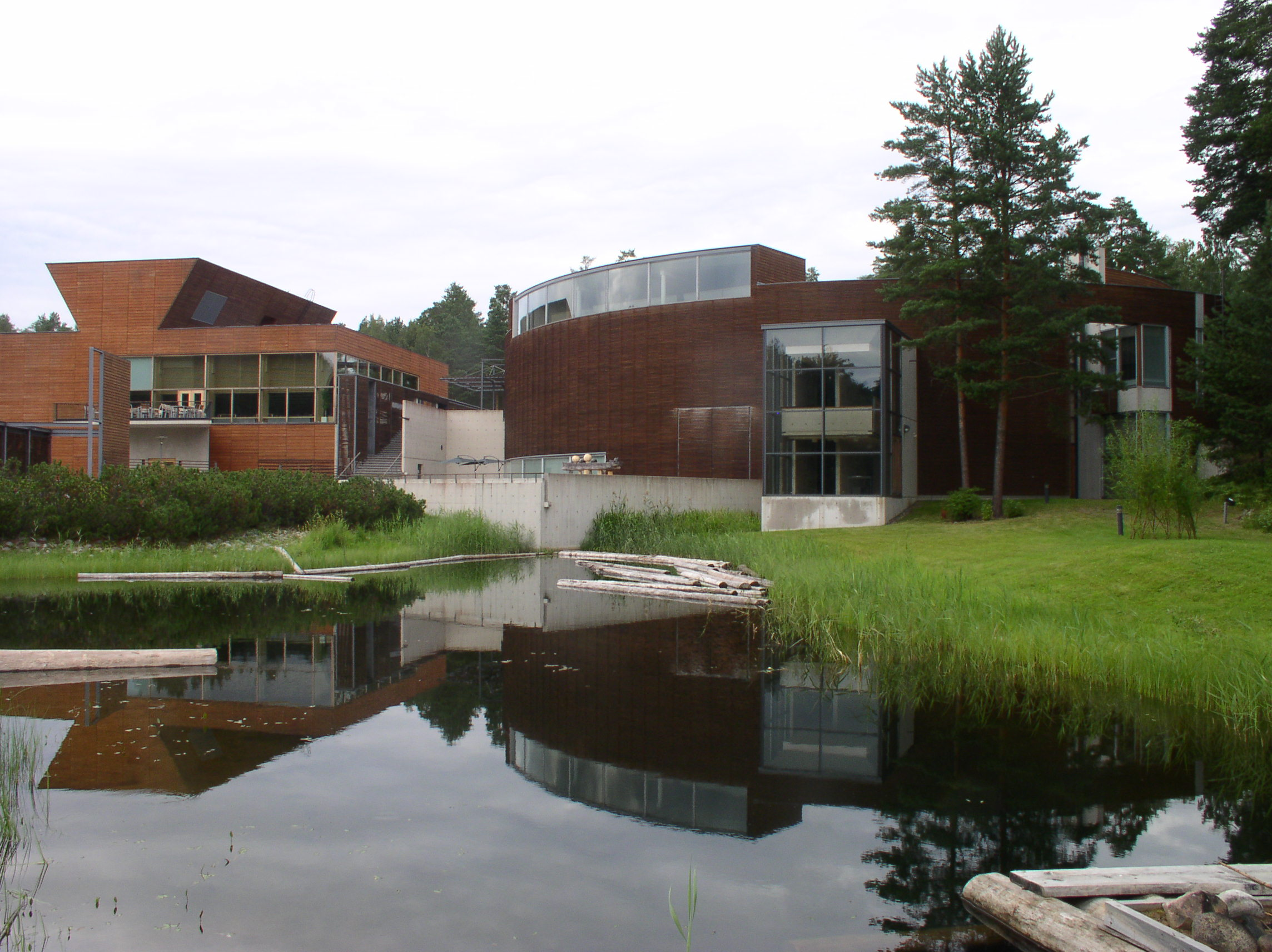
Musée Lusto.
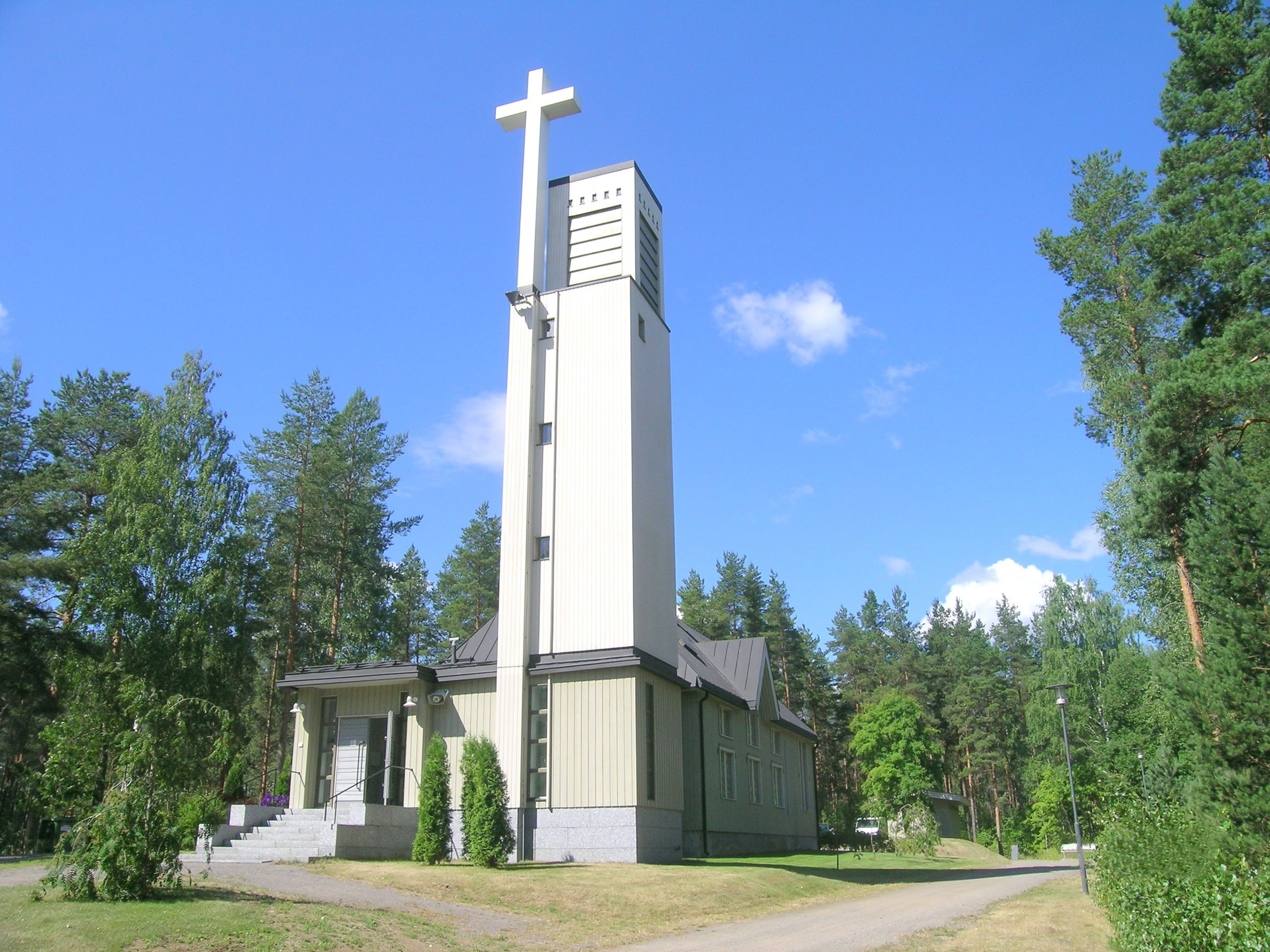
Église de Punkaharju.
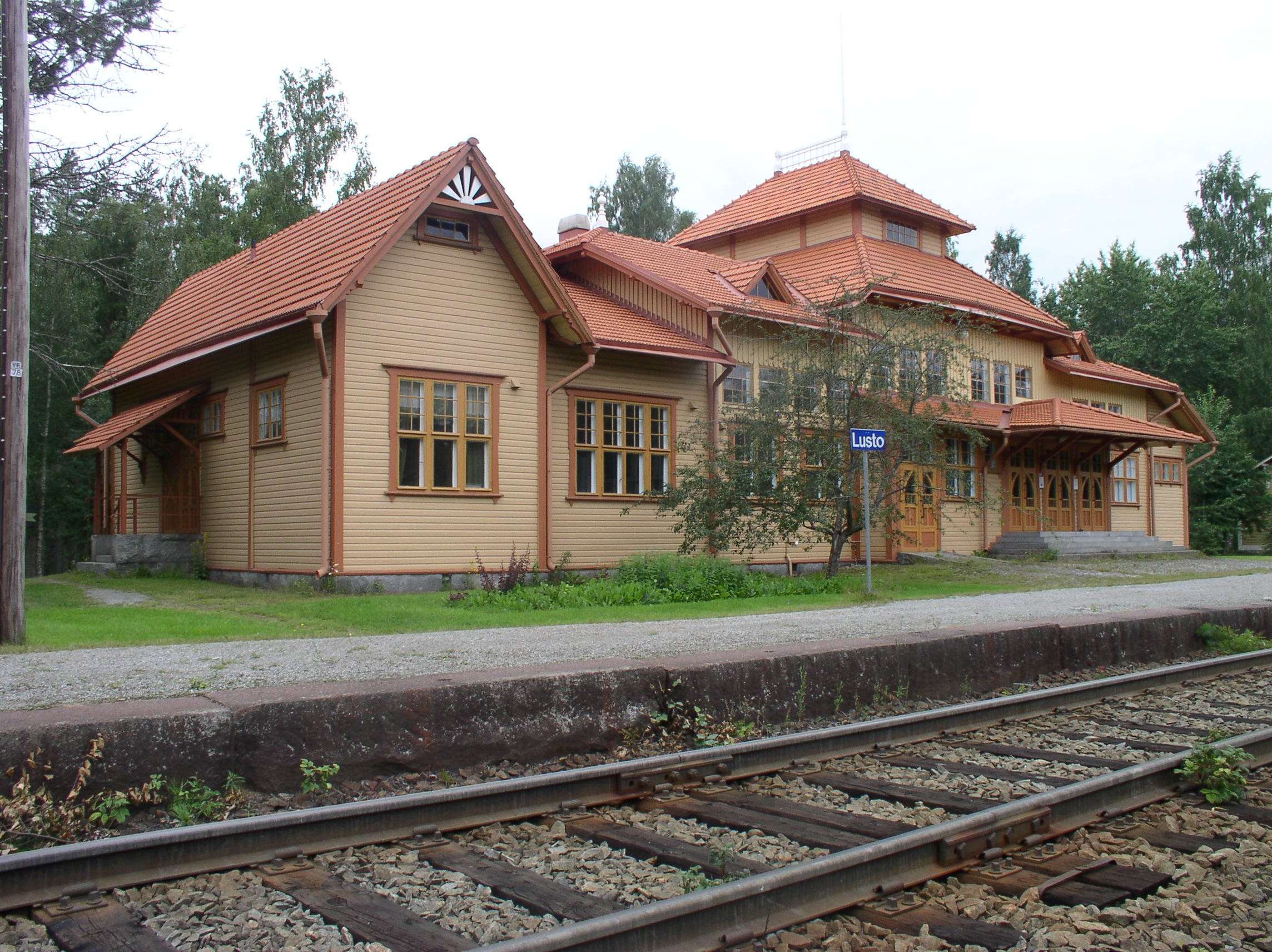
Gare de Lusto.
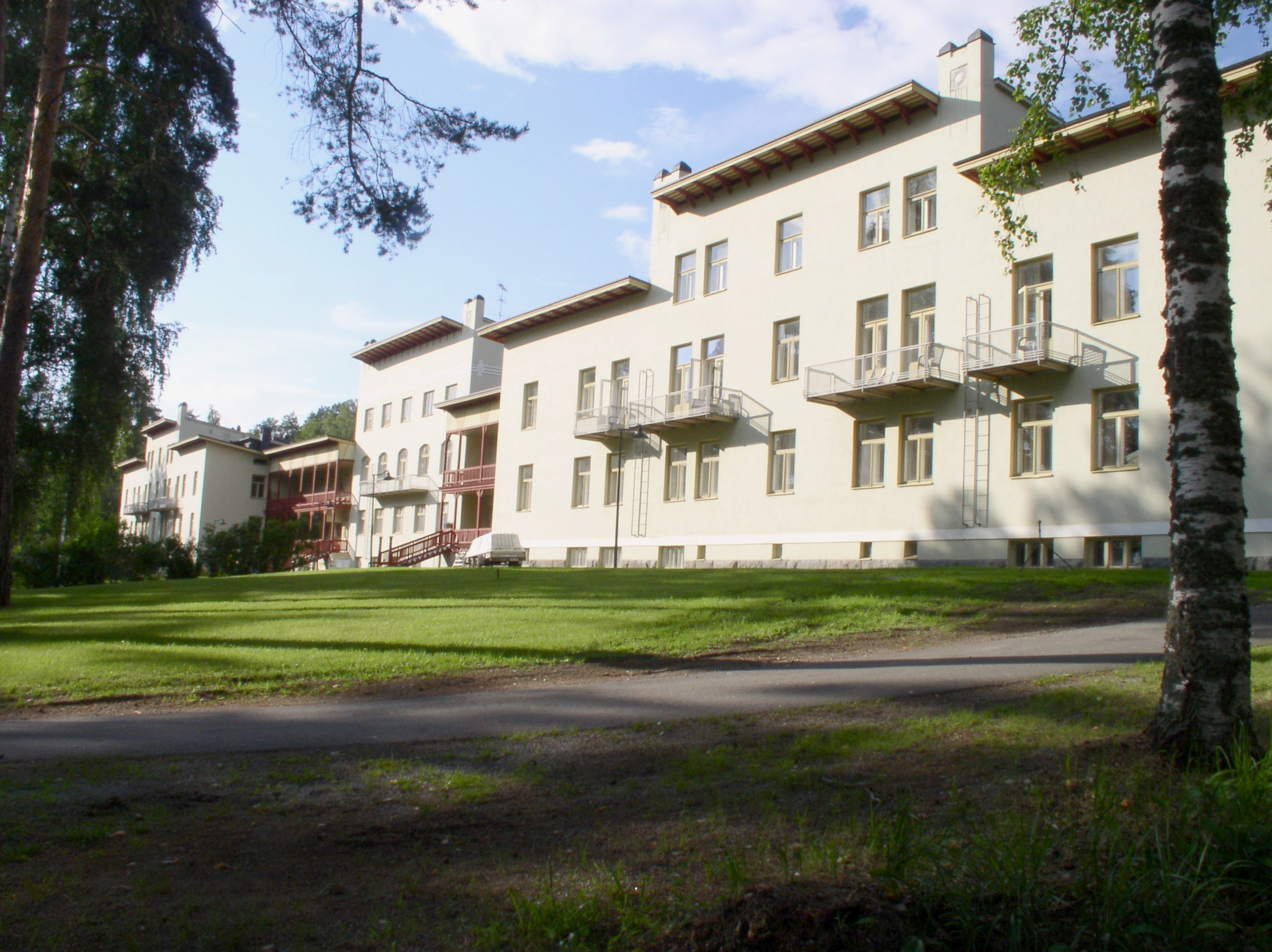
Sanatorium de Takaharju.
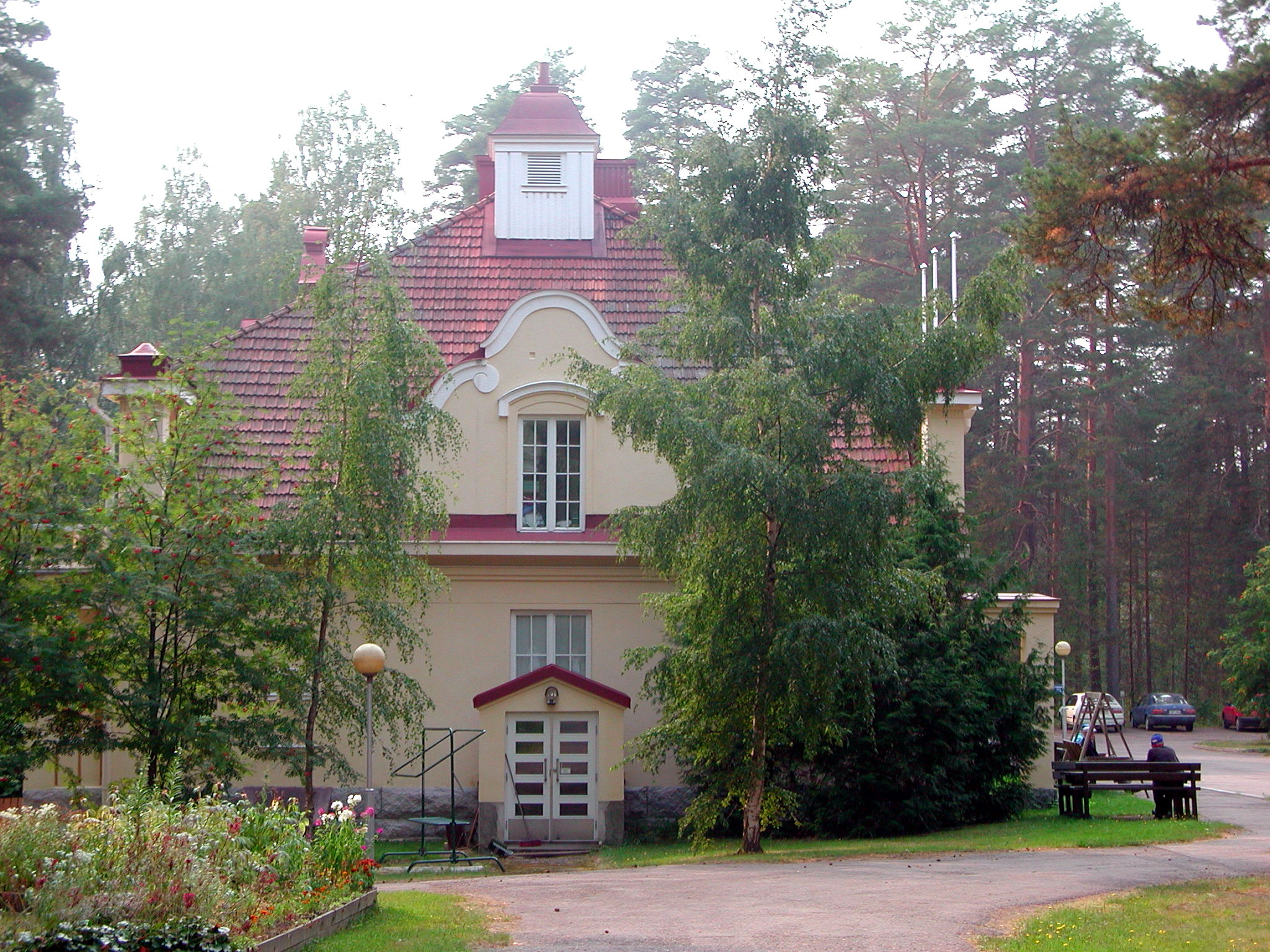
Finlandia.
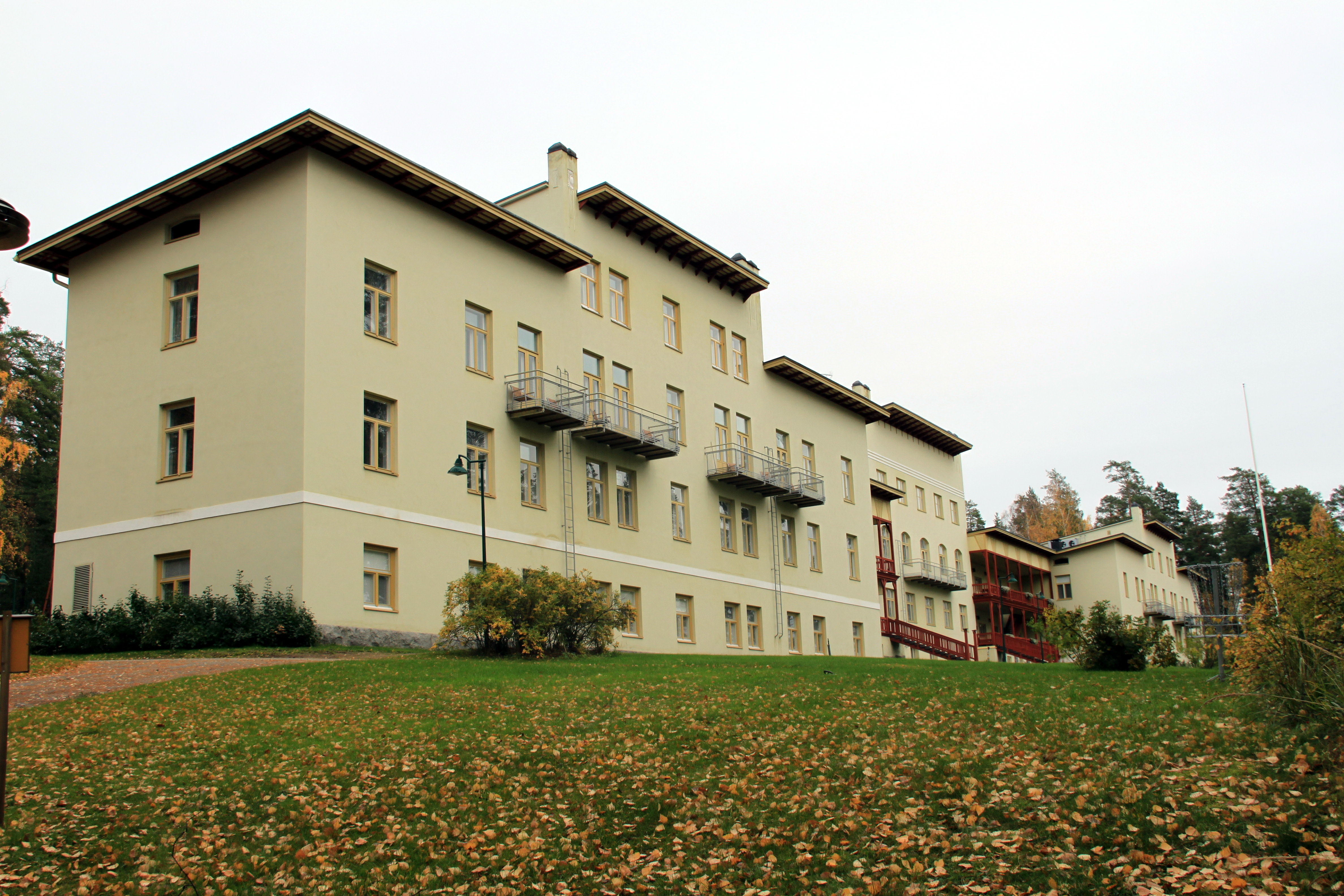
Sanatorium de Takaharju.